# Сурганов Федір Онисимович
Федір Онисимович Сурганов (7 червня 1911, село Судники, тепер Вітебського району Вітебської області, Білорусь — 26 грудня 1976, Брестська область, Білорусь) — радянський діяч, 2-й секретар ЦК КП Білорусі, голова Президії Верховної ради Білоруської РСР, 1-й секретар Мінського обласного комітету КП Білорусі. Член Бюро ЦК КП Білорусі в 1956—1976 роках. Кандидат у члени ЦК КПРС у 1956—1961 роках. Член ЦК КПРС у 1961—1976 роках. Депутат Верховної ради Білоруської РСР. Депутат Верховної ради СРСР 4—9-го скликань, заступник голови Президії Верховної ради СРСР у 1971—1976 роках.

## Життєпис
Народився в селянській родині. У 1931 році закінчив Лужеснянський сільськогосподарський технікум.
У 1931 році — агроном Колгоспцентру Народного комісаріату землеробства Білоруської РСР. У 1931—1932 роках — агроном льоносектора Спілки сільськогосподарських колективів Білоруської РСР. У 1932—1934 роках — агроном льоноуправленія Народного комісаріату землеробства Білоруської РСР.
У 1934—1939 роках — студент Білоруського сільськогосподарського інституту.
У 1939—1940 роках — секретар Горецького районного комітету ЛКСМ Білорусі Могильовської області.
Член ВКП(б) з 1940 року.
У 1940—1941 роках — 1-й секретар Могильовського обласного комітету ЛКСМ Білорусі.
У листопаді 1941 — лютому 1942 року — секретар Свердловського міського комітету ВЛКСМ.
У 1942—1945 роках — секретар ЦК ЛКСМ Білорусі з пропаганди і агітації. Під час німецько-радянської війни уповноважений ЦК КП(б) Білорусі і Центрального штабу партизанського руху, один із організаторів та керівників партизанського руху і комсомольського підпілля в Білоруській РСР.
У 1945—1947 роках — заступник завідувача сільськогосподарського відділу ЦК КП(б) Білорусі.
У 1947 — липні 1954 року — 2-й секретар Мінського обласного комітету КП(б) Білорусі.
У липні 1954 — жовтні 1955 року — голова виконавчого комітету Мінської обласної ради депутатів трудящих.
У жовтні 1955 — серпні 1956 року — 1-й секретар Мінського обласного комітету КП Білорусі.
28 липня 1956 — 9 квітня 1959 року — секретар ЦК КП Білорусі.
9 квітня 1959 — 18 грудня 1962 року — 2-й секретар ЦК КП Білорусі.
18 грудня 1962 — 30 березня 1965 року — секретар ЦК КП Білорусі.
Одночасно 18 грудня 1962 — 24 листопада 1964 року — голова Бюро ЦК КП Білорусі по керівництву сільським господарством.
30 березня 1965 — 16 липня 1971 року — 2-й секретар ЦК КП Білорусі.
16 липня 1971 — 26 грудня 1976 року — голова Президії Верховної ради Білоруської РСР.
26 грудня 1976 року загинув в автомобільній катастрофі в Брестській області.

## Нагороди
- п'ять орденів Леніна (15.08.1944, 1958, 1966, 1971, 1973)
- два ордени Трудового Червоного Прапора (1948, 1961)
- медалі